# Walter Migliorati
Walter Migliorati (Brescia, 7 de noviembre de 1947) es un expiloto de motociclismo italiano, que compitió en el Mundial de motociclismo desde 1979 hasta 1984.

## Resultados de carrera

### Campeonato del Mundo de Motociclismo

#### Carreras por año
Sistema de puntos desde 1969 a 1987:
| Posición | 1.º | 2.º | 3.º | 4.º | 5.º | 6.º | 7.º | 8.º | 9.º | 10.º |
| Puntos   | 15  | 12  | 10  | 8   | 6   | 5   | 4   | 3   | 2   | 1    |

(Carreras en negrita indica pole position, carreras en cursiva indica vuelta rápida)
| Año  | Clase | Equipo | 1     | 2       | 3      | 4      | 5      | 6       | 7       | 8      | 9      | 10     | 11    | 12     | 13     | 14     | Pts. | Pos. |
| ---- | ----- | ------ | ----- | ------- | ------ | ------ | ------ | ------- | ------- | ------ | ------ | ------ | ----- | ------ | ------ | ------ | ---- | ---- |
| 1979 | 350cc | Yamaha | VEN - | AUT -   | GER 24 | NAT -  | ESP -  | YUG Ret | NED -   |        |        | FIN -  | GBR - | CZE -  | FRA -  |        | 0    | -    |
| 1981 | 500cc | Suzuki |       | AUT 14  | GER 18 | NAT 13 | FRA 15 |         | YUG Ret | NED -  | BEL -  | RSM 13 | GBR - | FIN -  | SWE -  | CZE -  | 0    | -    |
| 1982 | 500cc | Suzuki | ARG - | AUT Ret | FRA -  | ESP -  | NAT -  | NED -   | BEL -   | YUG -  | GBR -  | SWE -  | FIN - | CZE -  | RSM 15 | GER 15 | 0    | -    |
| 1983 | 500cc | Suzuki | RSA - | FRA 16  | NAT 12 | GER 14 | ESP -  | AUT 21  | YUG 12  | NED -  | BEL -  | GBR -  | SWE - | SMR 17 |        |        | 0    | -    |
| 1984 | 500cc | Suzuki | RSA - | NAT -   |        | AUT -  | GER 20 | FRA Ret | YUG -   | NED 18 | BEL 11 | GBR -  | SWE - | RSM -  |        |        | 0    | -    |